# Biosinteza
Biosinteza (biogeneza) je enzimski-katalisan proces u ćelijama živih organizama kojim se supstrat konvertuje u kompleksnije proizvode. Procesi biosinteze se često sastoje od nekoliko enzimatskih stepena u kojima se proizvod jednog stepena koristi kao supstrat u sledećem stepenu. Primeri takvih multi-stepenih biosintetičkih puteva su proizvodnja aminokiselina, masnih kiselina, i prirodnih proizvoda. Biosinteza igra važnu ulogu u svim ćelijama. Skup mnogobrojnih specijalizovanih metaboličkih puteva sačinjava opšti metabolizam.
Preduslovi za biosintezu su prisustvo prekursorskih jedinjenja, hemijske energije (na primer u obliku ATP molekula), i katalitičkih enzima. U zavisnosti od tipa reakcije niz drugih preduslova može da bude neophodan, na primer redukcioni ekvivalenti (NADH, NADPH).